# Tok Pisin
Tok pisin (tok znamená „slovo“ nebo „řeč“ a pisin je zkomolenina „pidžin“) je kreolský jazyk, který vznikl a je používán v Papui Nové Guineji, kde je nejvíce používaným jazykem. Asi 2 miliony lidí ho používá jako druhý jazyk. Kromě tok pisin se jazyku říká také (melanéská) pidžin angličtina nebo neo-melanéština.

## Oficiální používání
Tok pisin se v určitém rozsahu používá v médiích i vládě, ale angličtina má stále přednost. V některých školách se první tři ročníky učí v jazyce tok pisin.

## Regionální varianty jazyka
V různých oblastech Papuy Nové Guiney se používá výrazně odlišný slovník i gramatika, a to s různými dialekty v oblastech Novoguinejské vysočiny, severního pobřeží Papuy Nové Guiney a Ostrovů Nové Guiney.

## Gramatika
Slovesa mají jednu příponu, -im (z anglického him = jej) k rozpoznání přechodnosti (tranzitivity) (luk - dívat se; lukim - vidět něco). Avšak některá slova, jako např. kaikai (jíst), mohou být přechodná i bez přípony im. Čas je označen samostatnými slovy bai (z angl. by and by; budoucnost) a bin (angl. been; minulost). Průběhový čas je označen slovem stap - např. „získávat“ se překládá jako kisi stap.
Podstatná jména nerozlišují číslo, tak jako zájmena.
Přídavná jména obvykle přibírají příponu -pela (angl. fellow), když upravují podstatná jména. Výjimkou je liklik (malý), které se používá jako v tomto příkladu: liklik gut boi, „malý hodný chlapec“.
Zájmena ukazují osobu, číslo a dokonavost. Vzory se liší závisejíce na místních jazycích; duál je obvyklý, triál už méně. Největší seznam zájmen tok pisin je níže.
Zdvojení jsou v tok pisin velmi obvyklá. Někdy jsou použita jako metoda odvozování, někdy jsou slova zdvojená, protože dvě podobně znějící slova přejatá z jiných jazyků nešla pro tok pisin jinak přizpůsobit. Příklad: sip (loď, angl. ship), sipsip (ovce, angl. sheep)
Jsou známy jen dvě správné předložky: bilong (angl. belong), což znamená „z“ nebo „pro“, a long, což znamená všechno ostatní. Někdy jsou užívána jako předložky celá slova, jako např. antap long, „navrch“.
| Osoba            | Singulár        | Duál                   | Triál                        | Plurál                        |
| ---------------- | --------------- | ---------------------- | ---------------------------- | ----------------------------- |
| První exkluzivní | mi (já)         | mitupela (on/ona a já) | mitripela (oni dva a já)     | mipela (všichni z nich a já)  |
| První inkluzivní | -               | yumitupela (ty a já)   | yumitripela (oba z vás a já) | yumipela (všichni z vás a já) |
| Druhá            | yu (ty)         | yutupela (vy dva)      | yutripela (vy tři)           | yupela (vy čtyři a víc)       |
| Třetí            | em (on/ona/ono) | tupela (oni dva)       | tripela (oni tři)            | ol (oni čtyři a víc)          |

## Slovník
V jazyce tok pisin můžeme najít spoustu výrazů podobných nebo přímo přejatých (s gramatickou úpravou) z angličtiny (s vlivem Austrálie), portugalštiny domorodých melanéských jazyků a němčiny. Němčina získala velký vliv na vývoji jazyka tok pisin během německé nadvlády.

### Číslovky
- wan
- tu
- tri
- fo
- faiv
- sikis
- seven
- et
- nain
- ten

### Přejatá slova
- guma - gumi (z německého Gummi)
- Jděte pryč! - raus (z německého Raus!)
- hruď - bros (z německého Brust)
- vědět - save (z portugalského saiba)
- znovu - gen (z anglického again)

## Užitečné fráze
| Tok Pisin                            | Česky                               |
| Halo!                                | Ahoj!                               |
| Monin!                               | Dobré ráno!                         |
| Avinun! / Apinun!                    | Dobré odpoledne!                    |
| Gudnait!                             | Dobrý večer! / Dobrou noc!          |
| Yu orait?                            | Jak se máš? / Jsi v pořadku?        |
| Gutpela dei long yu!                 | Dobrý den vám přeji!                |
| Lukim yu!                            | Uvídíme se později!                 |
| Koan                                 | Jít dál                             |
| Lukim yu!                            | Uvídíme se později!                 |
| Ye / Yes, mi orait, na yu?           | Ano, mám se dobře a ty?             |
| Wanem nem bilong yu?                 | Jak se jmenuješ?                    |
| Nem bilong mi em / nem blo mi Josef. | Jmenuji se Josef.                   |
| Yu go long we?                       | Kam jdeš?                           |
| Yu laik go long we?                  | Kam se snažíš jít? / Kam chceš jít? |
| Yu save long Tok Inglis?             | Umíš mluvit anglicky?               |
| Ye / Yes, mi save.                   | Ano, já vím.                        |
| Nogat, mi no save.                   | Ne, já nevím.                       |

## Vzorový text
„God ...bai mekim drai aiwara
i stap long al bilong ol, na bai i no
gat dai moa, na ol bai i no bel hevi
na krai moa, na ol bai i no inap
pilim pen gen. Ol dispela samting
bilong bipo ol i pinis olgeta.“

### Všeobecná deklarace lidských práv
| tok pisin | Yumi olgeta mama karim umi long stap fri na wankain long wei yumi lukim i gutpela na strepela tru. Uumi olgeta igat ting ting bilong wanem samting I rait na rong na mipela olgeta I mas mekim gutpela pasin long ol narapela long tingting bilong brata susa. |
| česky     | Všichni lidé se rodí svobodní a sobě rovní co do důstojnosti a práv. Jsou nadáni rozumem a svědomím a mají spolu jednat v duchu bratrství. |